# Anabolia ozburni
Anabolia ozburni är en nattsländeart som beskrevs av Milne 1935. Anabolia ozburni ingår i släktet Anabolia och familjen husmasknattsländor. Inga underarter finns listade i Catalogue of Life.